# Margot Brink
Margot Brink (* 1967) ist eine deutsche Romanistin.

## Leben
Von 1987 bis 1994 studierte sie Französisch und Kulturwissenschaften an der Universität Bremen. Von 1994 bis 1997 war sie wissenschaftliche Mitarbeiterin an der Universität Bremen im Rahmen des Forschungsprojektes Subjektivität und Moderne von Peter Bürger. Von 1994 bis 1998 arbeitete sie an der Dissertation Ich schreibe, also werde ich. Nichtigkeitserfahrung und Selbstschöpfung in den Tagebüchern von Marie Bashkirtseff, Marie Lenéru und Catherine Pozzi. Nach dem Promotionskolloquium 1998 war sie von 1998 bis 1999 Lehrbeauftragte an der Universität Bremen im Studiengang Romanistik. Von 1999 bis 2003 war sie wissenschaftliche Assistentin für romanische Literaturwissenschaft an der Universität Bremen. Von 2003 bis 2007 hatte sie ein Habilitationsstipendiatin der Universität Bremen. Von 2005 bis 2007 war sie Lehrbeauftragte an der Universität Osnabrück. Nach der Habilitation 2011 an der Humboldt-Universität zu Berlin mit der Schrift: Topoi der EntSagung: Konzepte, Schreibweisen und Räume der Liebes- und Eheverweigerung in der romanischen Literatur der Frühen Neuzeit war sie von 2011 bis 2012 wissenschaftliche Mitarbeiterin an der Universität Osnabrück. Von 2012 bis 2016 war sie Privatdozentin an der Humboldt-Universität zu Berlin. Von 2013 bis 2015 war sie Lehrkraft am Johannes-Brahms-Gymnasium (Pinneberg) und an der Stadtteilschule Helmuth-Hübener (Hamburg). Seit 2016 lehrt sie als Professorin für Französische Literatur- und Kulturwissenschaft an der Universität Flensburg.

## Schriften (Auswahl)
- Ich schreibe, also werde ich. Nichtigkeitserfahrung und Selbstschöpfung in den Tagebüchern von Marie Bashkirtseff, Marie Lenéru und Catherine Pozzi. Frankfurt am Main 1999, ISBN 3-89741-012-5.
- als Herausgeberin mit Christiane Solte-Gresser: Écritures. Denk- und Schreibweisen jenseits der Grenzen von Literatur und Philosophie. Tübingen 2004, ISBN 3-86057-694-1.
- als Herausgeberin mit Sylvia Pritsch: Gemeinschaft in der Literatur. Zur Aktualität poetisch-politischer Interventionen. Würzburg 2013, ISBN 3-8260-4841-5.
- Topoi der EntSagung. Konzepte, Schreibweisen und Räume der Liebes- und Eheverweigerung in der romanischen Literatur der Frühen Neuzeit. Würzburg 2015, ISBN 3-8260-5665-5.